# Glypta tetonia
Glypta tetonia är en stekelart som beskrevs av Dasch 1988. Glypta tetonia ingår i släktet Glypta och familjen brokparasitsteklar. Inga underarter finns listade i Catalogue of Life.